# Mooihoekit
Mooihoekit ist ein sehr seltenes Mineral aus der Mineralklasse der Sulfide und Sulfosalze. Es kristallisiert im tetragonalen Kristallsystem mit der chemischen Zusammensetzung Cu9Fe9S16 und bildet sebis zu 1 mm große hellgelbe Körner, die mit Haycockit verwachsen sind.

## Etymologie und Geschichte
Das Mineral wurde erstmals 1972 von Louis J. Cabri und Sydney R. Hall beschrieben. Gefunden wurde das Typmaterial schon 1929 von E. Sampson auf der Mooihoek Farm bei Lydenburg im östlichen Bushveld-Komplex in Südafrika. Sie benannten es nach dem Fundort.

## Klassifikation
In der Systematik nach Strunz wird Mooihoekit bei den Sulfiden und Sulfosalzen klassifiziert. Es wird zu den Sulfiden mit einem Verhältnis vom Metall zu Schwefel, Selen oder Tellur von 1:1 gezählt. In der achten Auflage bildete es mit Haycockit, Isocubanit, Putoranit, Orickit, Talnakhit und Wilhelmramsayit eine Gruppe. In der neunten Auflage werden die Sulfide zusätzlich nach Kationen unterteilt, dort bildet Mooihoekit mt Chalkopyrit, Eskebornit, Haycockit, Laforêtit, Lenait, Putoranit, Gallit, Roquesit und Talnakhit eine Untergruppe der Metallsulfide mit einem Verhältnis von Metall zu Schwefel, Selen oder Tellur von 1:1 und Zink, Eisen, Kupfer oder Silber.
In der Systematik der Minerale nach Dana bildet es mit Haycockit und Talnakhit eine Untergruppe der Sulfide – einschließlich Seleniden und Telluriden – mit der Zusammensetzung Am Bn Xp, mit (m+n):p=1:1.

## Bildung und Fundorte
Mooihoekit bildet sich in massiven Sulfiden in Dunit oder Troctolit. Es ist je nach Fundort vergesellschaftet mit Haycockit, Magnetit, [Troilit], Kupfer-Pentlandit, Mackinawit, Sphalerit und Moncheit oder Haycockit, Kupfer, Troilit, Pentlandit, Cubanit und Magnetit.
Es sind insgesamt 13 Fundorte des Minerals bekannt. Neben der Typlokalität und weiteren Orten in Südafrika fand man Mooihoekit unter anderem in Laurion in Griechenland, Balaghat in Indien, Berceto in Italien, Suwałki in Polen, Norilsk in Russland sowie Duluth (Minnesota) und Stillwater (Montana) in den Vereinigten Staaten.

## Kristallstruktur
Mooihoekit kristallisiert im tetragonalen Kristallsystem in der Raumgruppe {\displaystyle P{\bar {4}}2m} mit den Gitterparametern a = 10,585 Å und c = 5,383 Å sowie einer Formeleinheit pro Elementarzelle.